# 월로프인

세네갈에서의 월로프인의 분포

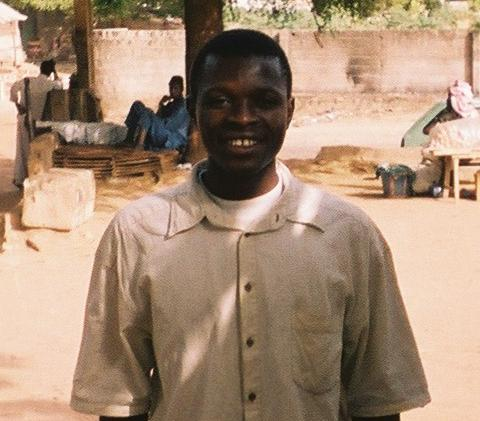
감비아의 월로프인 청년

월로프인은 세네갈 북서부, 감비아, 모리타니 남서부 해안지대에 거주하는 민족이다. 세네갈에서는 월로프인이 인구의 40 % 가량(약 7백만 명)을 차지하고 있다. 이들은 북부의 Saint Louis와 중부의 Kaolack을 거쳐 서쪽 Dakar에 이르기까지 광범위하게 거주하며, 세네갈의 다수 민족을 형성하고 있다. 하지만 감비아강 남부의 Casamance에 거주하는 월로프인은 거의 없다.
감비아에서는 인구의 15% 가량이 월로프인이다. 이곳어서 그들은 감비아 인구의 40%를 차지하는 만딩고족에 밀려 소수민족으로 존재한다. 그러나 감비아의 수도 반줄에서 인구의 50%가 월로프인으로 구성되어 있는 관계로 월로프어와 월로프 문화는 인구분포에 비해 널리 퍼져있는 편이다.
모리타니에서는 인구의 7% 가량이 월로프인이다. 이들은 주로 남쪽 해안가 근처에 살고 있다.
대다수가 수니파 이슬람교를 믿는다. 역사적으로는 귀족, 성직자, 카스트, 노예 등을 포함한 엄격한 족내혼적 사회 구조를 가지고 있었다. 프랑스 지배기에는 식민정부와 가까이 하여 독립 이후에도 세네갈의 정치, 경제 면에서 지배적인 민족 집단으로 남았다.
월로프인 출신의 유명인사로는 음악가 유수 은두르와 에이콘이 있다.